# スミデロ峡谷

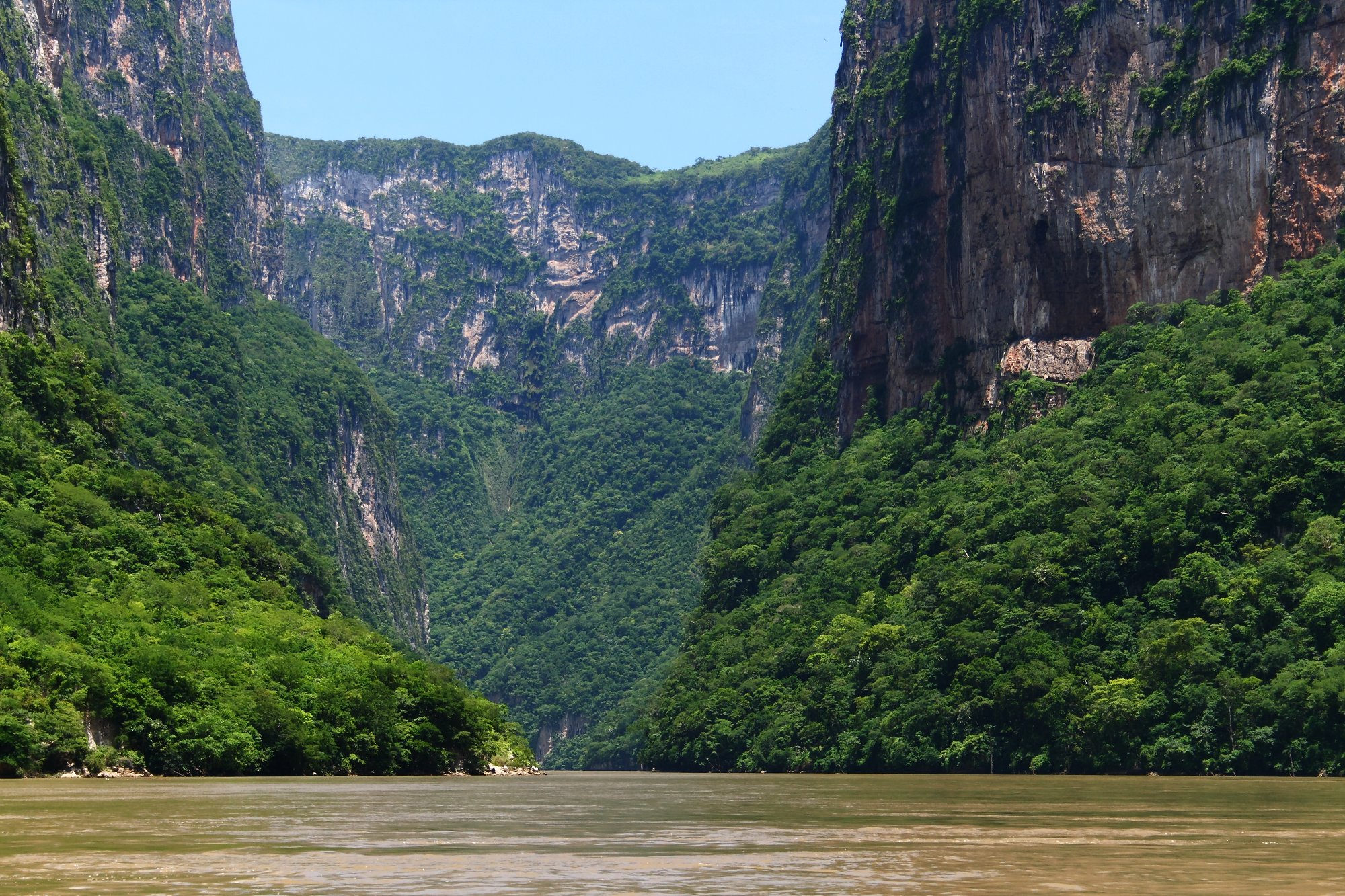
スミデロ峡谷を流れるグリハルバ川

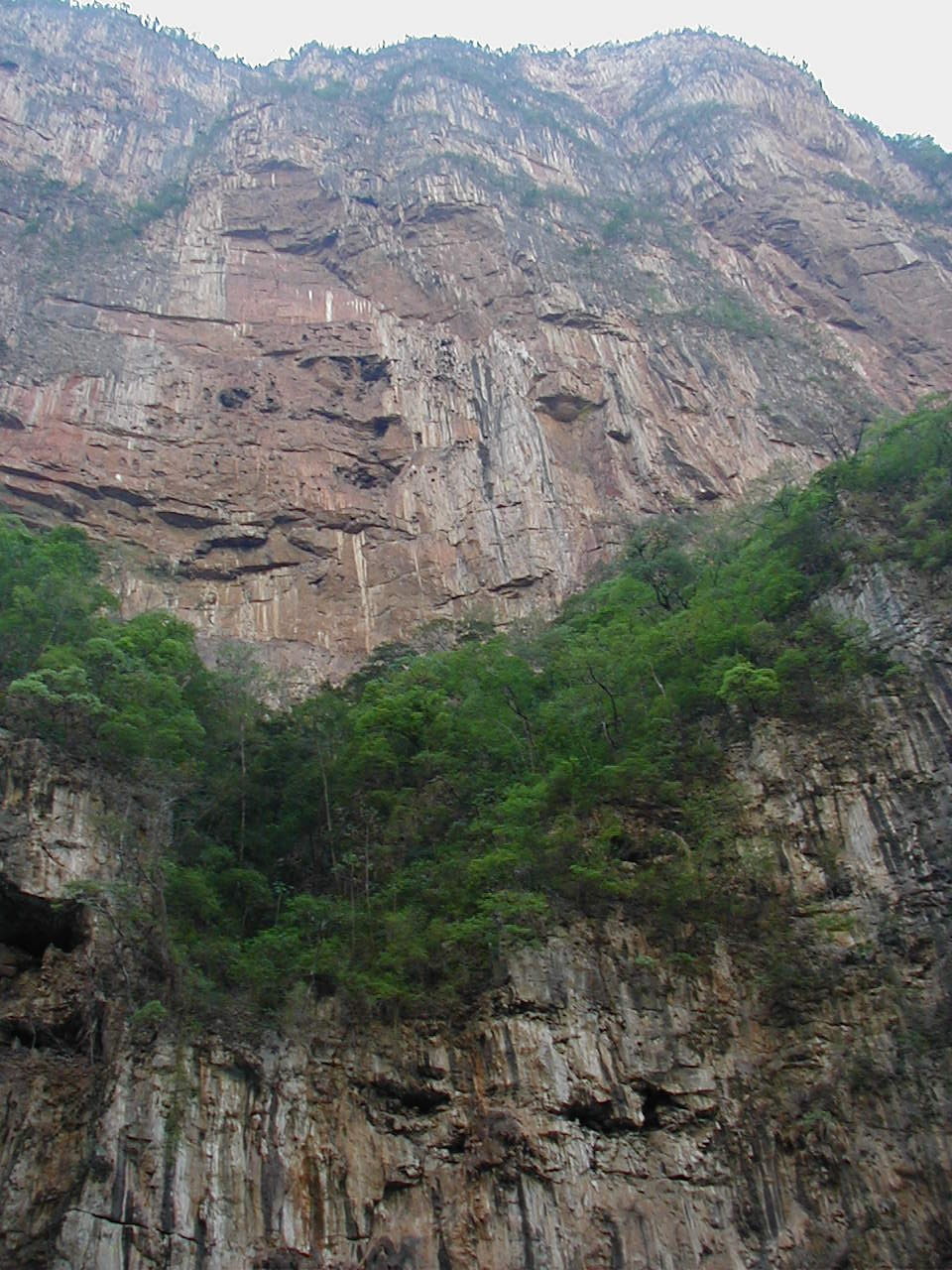
スミデロ峡谷の断崖絶壁

スミデロ峡谷（スミデロきょうこく、スペイン語: Cañón del Sumidero）は、メキシコ合衆国チアパス州にある峡谷である。チアパス州の州都であるトゥストラ・グティエレスの北に位置する。峡谷にはグリハルバ川が流れ、水面からの崖の高さは最も高いところで900mに達する。
スミデロ峡谷は更新世に起きた断層運動によって生み出された。スミデロ峡谷はチアパス州の州章にデザインされているように、チアパス州の文化の象徴となっており、チアパス州の重要な観光資源となっている。また、アメリカワニなどのクロコダイルおよびオオホウカンチョウ、ジェフロイクモザル、マーゲイなどの様々な野生動物の住処となっている。
チコアセンダムの建設により一部が水没しているが、2004年にラムサール条約登録地となった。